# Acheilognathus fasciodorsalis
Acheilognathus fasciodorsalis là một loài cá nước ngọt thuộc họ Cá chép. Đây là loài đặc hữu của Việt Nam.